# ウルフ賞医学部門
ウルフ賞医学部門（ウルフしょういがくぶもん）は、ウルフ賞の一部門。イスラエルのウルフ財団によって授与される国際的な医学賞の一つで、医学の分野で優れた業績を上げた研究者を対象とする。

## 歴代受賞者

### 1970年代
| 年度   | 受賞者 | 受賞者                                       | 国籍           | 受賞理由                                                  |
| ------ | ------ | -------------------------------------------- | -------------- | --------------------------------------------------------- |
| 1978年 |        | ジョージ・スネル George Davis Snell          | アメリカ合衆国 | 主要組織適合遺伝子複合体をコードするH-2抗原の発見         |
| 1978年 |        | ジャン・ドーセ Jean Dausset                  | フランス       | ヒトの主要な組織適合性抗原であるHLAの発見                 |
| 1978年 |        | ジョン・ファン・ロッド Jon J. van Rood       | オランダ       | 臓器移植および疾患におけるHLAのメカニズム解明に対する貢献 |
| 1979年 |        | ロジャー・スペリー Roger Wolcott Sperry      | アメリカ合衆国 | 左右の大脳半球の機能分化に関する研究                      |
| 1979年 |        | アルビド・カールソン Arvid Carlsson          | スウェーデン   | 神経伝達物質としてのドーパミンの役割の確立                |
| 1979年 |        | オレー・ホルニキーヴィクツ Oleh Hornykiewicz | オーストリア   | レボドパ（L-Dopa）を用いたパーキンソン病治療法の開発      |

### 1980年代
| 年度          | 受賞者 | 受賞者                                              | 国籍                           | 受賞理由 |
| ------------- | ------ | --------------------------------------------------- | ------------------------------ | --- |
| 1980年        |        | セーサル・ミルスタイン César Milstein               | イギリス （ アルゼンチン出身） | リンパ球の免疫学的役割に関する研究、および特異抗体法の開発                                                                     |
| 1980年        |        | レオ・サックス Leo Sachs                            | イスラエル                     | リンパ球の免疫学的役割に関する研究、および特異抗体法の開発                                                                     |
| 1980年        |        | ジェイムズ・ゴワンス James L. Gowans                | イギリス                       | リンパ球の免疫学的役割に関する研究、および特異抗体法の開発                                                                     |
| 1981年        |        | バーバラ・マクリントック Barbara McClintock         | アメリカ合衆国                 | 染色体の構造と機能に対する理解を深めた創造的かつ重要な貢献、およびトランスポゾンの発見                                         |
| 1981年        |        | スタンリー・ノーマン・コーエン Stanley Norman Cohen | アメリカ合衆国                 | 生物学的に機能し得る組換えプラスミドの開発、および組換えDNA法による大腸菌への遺伝子導入とその発現の成功                        |
| 1982年        |        | ジャン＝ピエール・シャンジュー Jean-Pierre Changeux | フランス                       | アセチルコリン受容体の単離・精製および解析                                                                                     |
| 1982年        |        | ソロモン・スナイダー Solomon H. Snyder              | アメリカ合衆国                 | 神経伝達物質受容体のラベリング手法の開発                                                                                       |
| 1982年        |        | ジェームス・ブラック James W. Black                 | イギリス                       | 交感神経β受容体遮断薬およびヒスタミンH2受容体拮抗薬の開発                                                                      |
| 1983年        |        | 受賞者なし                                          |                                | |
| 1984年/1985年 |        | ドナルド・スタイナー Donald F. Steiner              | アメリカ合衆国                 | 基礎生物学と臨床医学に深く寄与した、インスリン生合成に関する発見                                                               |
| 1986年        |        | 早石修 Osamu Hayaishi                               | 日本                           | 酸素添加酵素（オキシゲナーゼ）の発見とその構造・生化学的重要性の解析                                                           |
| 1987年        |        | ペドロ・クアトレカサス Pedro Cuatrecasas            | アメリカ合衆国                 | アフィニティークロマトグラフィーの開発ならびに生物医科学への応用                                                               |
| 1987年        |        | メイア・ウィルチェック Meir Wilchek                 | イスラエル                     | アフィニティークロマトグラフィーの開発ならびに生物医科学への応用                                                               |
| 1988年        |        | ヘンリ・G・ハーズ Henri G. Hers                     | ベルギー                       | 出生前診断と治療への応用に貢献した、リソソーム蓄積症の生化学的解析                                                             |
| 1988年        |        | エリザベス・F・ニューフェルド Elizabeth F. Neufeld  | アメリカ合衆国                 | 出生前診断と治療への応用に貢献した、リソソーム蓄積症の生化学的解析                                                             |
| 1989年        |        | ジョン・ガードン John Gurdon                        | イギリス                       | アフリカツメガエル卵母細胞の分子生物学への導入、および分化した細胞と卵細胞の遺伝子は物質的に同一だがその発現が異なることの証明 |
| 1989年        |        | エドワード・ルイス Edward B. Lewis                  | アメリカ合衆国                 | ホメオティック遺伝子による体節発達の調節に関する研究                                                                           |

### 1990年代
| 年度          | 受賞者 | 受賞者                                        | 国籍           | 受賞理由                                                                                       |
| ------------- | ------ | --------------------------------------------- | -------------- | ---------------------------------------------------------------------------------------------- |
| 1990年        |        | マクリン・マッカーティ Maclyn McCarty         | アメリカ合衆国 | 遺伝物質がDNAで構成されていることの証明に寄与した、細菌の形質転換がDNAによって生じることの発見 |
| 1991年        |        | シーモア・ベンザー Seymour Benzer             | アメリカ合衆国 | 遺伝子変異による神経系と行動への影響の詳細な分析を通じた、分子神経遺伝学における新分野の開拓   |
| 1992年        |        | ジューダ・フォークマン M. Judah Folkman       | アメリカ合衆国 | 血管新生に関する概念と研究分野の確立を導いた諸発見                                             |
| 1993年        |        | 受賞者なし                                    |                |                                                                                                |
| 1994年/1995年 |        | マイケル・バーリッジ Michael Berridge         | イギリス       | リン脂質とカルシウムが関与する細胞膜透過性シグナリング経路の発見                               |
| 1994年/1995年 |        | 西塚泰美 Yasutomi Nishizuka                   | 日本           | リン脂質とカルシウムが関与する細胞膜透過性シグナリング経路の発見                               |
| 1995年/1996年 |        | スタンリー・B・プルシナー Stanley B. Prusiner | アメリカ合衆国 | タンパク質の構造変化によって神経変性疾患を引き起こす新たな病原体、プリオンの発見               |
| 1997年        |        | マリー・F・リオン Mary F. Lyon                | イギリス       | 哺乳類のX染色体におけるランダムな不活性化に関する仮説の提唱                                    |
| 1998年        |        | マイケル・セラ Michael Sela                   | イスラエル     | 免疫学分野における重要な発見                                                                   |
| 1998年        |        | ルース・アーノン Ruth Arnon                   | イスラエル     | 免疫学分野における重要な発見                                                                   |
| 1999年        |        | エリック・カンデル Eric R. Kandel             | アメリカ合衆国 | 短期記憶が長期記憶に変換される際の細胞および分子機構の解明                                     |

### 2000年代
| 年度          | 受賞者 | 受賞者                                                | 国籍                             | 受賞理由                                                                                           |
| ------------- | ------ | ----------------------------------------------------- | -------------------------------- | -------------------------------------------------------------------------------------------------- |
| 2000年        |        | 受賞者なし                                            |                                  | |
| 2001年        |        | アブラム・ハーシュコ Avram Hershko                    | イスラエル                       | 細胞内のタンパク質分解経路であるユビキチンシステムおよび細胞機能調節におけるその決定的役割の発見   |
| 2001年        |        | アレクサンダー・バーシャフスキー Alexander Varshavsky | アメリカ合衆国 （ ロシア出身）   | 細胞内のタンパク質分解経路であるユビキチンシステムおよび細胞機能調節におけるその決定的役割の発見   |
| 2002年/2003年 |        | ラルフ・ブリンスター Ralph L. Brinster                | アメリカ合衆国                   | 遺伝子組換えならびにそのマウスへの応用を可能にした、卵および胚操作技術の開発                       |
| 2002年/2003年 |        | マリオ・カペッキ Mario Capecchi                       | アメリカ合衆国 （ イタリア出身） | マウスにおける遺伝子機能評価を可能にする、遺伝子標的法の開発                                       |
| 2002年/2003年 |        | オリヴァー・スミティーズ Oliver Smithies              | アメリカ合衆国 （ イギリス出身） | マウスにおける遺伝子機能評価を可能にする、遺伝子標的法の開発                                       |
| 2004年        |        | ロバート・ワインバーグ Robert A. Weinberg             | アメリカ合衆国                   | ヒトがん細胞に悪性増殖を制御する体細胞変異が生じていることの発見                                   |
| 2004年        |        | ロジャー・Y・チエン Roger Y. Tsien                    | アメリカ合衆国                   | 細胞のシグナル伝達経路を解析するための、新たな蛍光分子の設計および応用                             |
| 2005年        |        | アンソニー・ハンター Anthony R. Hunter                | イギリス                         | 形質転換を含むさまざまな細胞活動の調節に決定的な役割を果たす酵素、チロシンキナーゼの発見           |
| 2005年        |        | アンソニー・ポーソン Anthony J. Pawson                | カナダ （ イギリス出身）         | 細胞のシグナル伝達機構の調節に重要なタンパク質ドメインの発見、および悪性腫瘍との関連についての洞察 |
| 2005年        |        | アレクサンダー・レヴィツキ Alexander Levitzki         | イスラエル                       | 種々の疾患に対する分子標的治療薬としてのチロシンキナーゼ阻害剤の開発                               |
| 2006年/2007年 |        | 受賞者なし                                            |                                  | |
| 2008年        |        | ハワード・シダー Howard Cedar                         | アメリカ合衆国 イスラエル        | 遺伝子発現制御におけるDNAメチル化の役割を明らかにした基礎研究                                      |
| 2008年        |        | アーロン・ラージン Aharon Razin                       | イスラエル                       | 遺伝子発現制御におけるDNAメチル化の役割を明らかにした基礎研究                                      |
| 2009年        |        | 受賞者なし                                            |                                  | |

### 2010年代
| 年度   | 受賞者 | 受賞者                                       | 国籍                           | 受賞理由 |
| ------ | ------ | -------------------------------------------- | ------------------------------ | --- |
| 2010年 |        | アクセル・ウルリッヒ Axel Ullrich            | ドイツ                         | ヒトがん遺伝子の発見および新たながん治療法の開発に対する先駆的貢献                                                     |
| 2011年 |        | 山中伸弥 Shinya Yamanaka                     | 日本                           | 皮膚細胞からのiPS細胞の作出（山中）、およびiPS細胞が哺乳類における遺伝病の治療に利用できることの証明（イエーニッシュ） |
| 2011年 |        | ルドルフ・イエーニッシュ Rudolf Jaenisch     | アメリカ合衆国 （ ドイツ出身） | 皮膚細胞からのiPS細胞の作出（山中）、およびiPS細胞が哺乳類における遺伝病の治療に利用できることの証明（イエーニッシュ） |
| 2012年 |        | ロナルド・エヴァンス Ronald M. Evans         | アメリカ合衆国                 | 核内受容体をコードする遺伝子スーパーファミリーの発見およびその機能の解明                                               |
| 2013年 |        | 受賞者なし                                   |                                | |
| 2014年 |        | ネイハム・ソネンバーグ Nahum Sonenberg       | カナダ （ イスラエル出身）     | タンパク質の発現と機能を調節する因子（EIF4E）の発見                                                                    |
| 2014年 |        | ゲイリー・ラヴカン Gary Ruvkun               | アメリカ合衆国                 | 定常および病的状態における遺伝子発現の調節に重要な役割を果たす、miRNA（マイクロRNA）の発見                             |
| 2014年 |        | ヴィクター・アンブロス Victor Ambros         | アメリカ合衆国                 | 定常および病的状態における遺伝子発現の調節に重要な役割を果たす、miRNA（マイクロRNA）の発見                             |
| 2015年 |        | ジョン・カップラー John Kappler              | アメリカ合衆国                 | 重要な抗原特異的分子としてのT細胞受容体および抗体と、免疫認識やエフェクター機能における役割の理解に対する主要な貢献    |
| 2015年 |        | フィリッパ・マラック Philippa Marrack        | イギリス                       | 重要な抗原特異的分子としてのT細胞受容体および抗体と、免疫認識やエフェクター機能における役割の理解に対する主要な貢献    |
| 2015年 |        | ジェフリー・ラヴェッチ Jeffrey V. Ravetch    | アメリカ合衆国                 | 重要な抗原特異的分子としてのT細胞受容体および抗体と、免疫認識やエフェクター機能における役割の理解に対する主要な貢献    |
| 2016年 |        | ロナルド・カーン C. Ronald Kahn              | アメリカ合衆国                 | インスリンのシグナル伝達と疾患における変化を定義づけた先駆的研究                                                       |
| 2016年 |        | ルイス・カントレー Lewis Cantley             | アメリカ合衆国                 | PI3キナーゼとその生理学的機能および疾患における役割の発見                                                              |
| 2017年 |        | ジェームズ・P・アリソン James P. Allison     | アメリカ合衆国                 | 免疫療法の発見によるがん治療における革命                                                                               |
| 2018年 |        | 受賞者なし                                   |                                | |
| 2019年 |        | ジェフリー・フリードマン Jeffrey M. Friedman | アメリカ合衆国                 | 体重と肥満の調節に関与するホルモンであるレプチンの同定                                                                 |

### 2020年代
| 年度   | 受賞者 | 受賞者                                                | 国籍                     | 受賞理由                                                                     |
| ------ | ------ | ----------------------------------------------------- | ------------------------ | ---------------------------------------------------------------------------- |
| 2020年 |        | ジェニファー・ダウドナ Jennifer Doudna                | アメリカ合衆国           | 革新的な遺伝子編集ツールであるCRISPRの発見                                   |
| 2020年 |        | エマニュエル・シャルパンティエ Emmanuelle Charpentier | フランス                 | 革新的な遺伝子編集ツールであるCRISPRの発見                                   |
| 2021年 |        | ジョーン・A・スタイツ Joan A. Steitz                  | アメリカ合衆国           | 人類の生活を向上させる潜在力をもつRNA生物学における基礎研究                  |
| 2021年 |        | リン・マクアット Lynne E. Maquat                      | アメリカ合衆国           | 人類の生活を向上させる潜在力をもつRNA生物学における基礎研究                  |
| 2021年 |        | エイドリアン・クレイナー Adrian R. Krainer            | アメリカ合衆国           | 人類の生活を向上させる潜在力をもつRNA生物学における基礎研究                  |
| 2022年 |        | 受賞者なし                                            |                          |                                                                              |
| 2023年 |        | ダニエル・J・ドラッカー Daniel J. Drucker             | カナダ                   | グルカゴン様ペプチド（GLP）の生理学・薬理学的機序の解明と臨床応用への貢献    |
| 2024年 |        | ボトンド・ロシュカ Botond Roska                       | ハンガリー/ スイス       | 光遺伝学の手法を用いた視力回復および失明治療法の開発                         |
| 2024年 |        | ジョゼ＝アラン・サヘル José-Alain Sahel               | フランス/ アメリカ合衆国 | 光遺伝学の手法を用いた視力回復および失明治療法の開発                         |
| 2025年 |        | パメラ・ビョークマン Pamela Bjorkman                  | アメリカ合衆国           | 抗体に焦点を当てた新しいアプローチを通じた、ウイルスの防御機構の克服への貢献 |